# Łut
Łut, auch Lutow war ein polnisches Gewichtsmaß. Im Königreich Polen war durch einen Erlass (Ukas) vom 20. Januar (1. Februar) 1848 festgelegt worden, dass die Maße ab 19. April (1. Mai) 1849 nur noch gelten sollten. Bis zu diesem Termin waren die Festlegungen vom 1. Januar 1819 über die einheitlichen Maße aktuell gewesen. Ab 1836 wurde das Maß auch im Freistaat Krakau so geteilt.
- 1 Lutow = ½ Uncye = 1/32 Funt = 12 2/3 Gramm (= 12,672 Milligramow)

Die Maßkette ab Funt war
- 1 Funt = 16 Uncyi/Unzen = 32 Lutow/Lot = 128 Drachm = 384 Skrupulow = 9216 Granow = 50688 Granikow = 404 3/5 Gramm